# Francesco Monterisi
Francesco Monterisi (ur. 28 maja 1934 w Barletcie) – włoski duchowny katolicki, kardynał, archiprezbiter bazyliki św. Pawła za Murami 2009-2012.

## Życiorys
Święcenia kapłańskie przyjął 16 maja 1957 i został inkardynowany do diecezji Bisceglie.
24 grudnia 1982 został mianowany pro-nuncjuszem apostolski w Korei oraz arcybiskupem tytularnym Alba Maritima. Sakry biskupiej udzielił mu papież Jan Paweł II. W latach 1990–1998 był delegatem ds. nuncjatur w Sekretariacie Stanu Stolicy Apostolskiej. W 1993 mianowany pierwszym nuncjuszem apostolskim w niepodległej Bośni i Hercegowinie. W 1998 rozpoczął pracę w Watykanie jako sekretarz w Kongregacji ds. Biskupów.
3 lipca 2009 Benedykt XVI mianował go archiprezbiterem bazyliki św. Pawła za Murami. Zastąpił na tym stanowisku kard. Andreę Cordero Lanza di Montezemolo.
20 października 2010 otrzymał nominację kardynalską. Insygnia kardynalskie otrzymał na konsystorzu, który odbył się 20 listopada 2010.
23 listopada 2012 papież przyjął jego rezygnację z urzędu, mianując jego następcą arcybiskupa Jamesa Harveya.
Brał udział w konklawe 2013, które wybrało papieża Franciszka. 28 maja 2014 roku skończył 80 lat, tracąc tym samym prawo do udziału w konklawe.
3 maja 2021 podniesiony przez papieża Franciszka do rangi kardynała prezbitera z zachowaniem tytułu na zasadzie pro hac vice.